# Veľká pec
Veľká pec je přírodní památka v Malých Karpatech ve správě příspěvkové organizace Správa slovenských jeskyní.
Nachází se v katastrálním území obce Prašník v okrese Piešťany v Trnavském kraji. Území bylo vyhlášeno v roce 1994 a novelizováno v roce 2009. Ochranné pásmo nebylo stanoveno.